# Realm Royale
Realm Royale je free-to-play videohra žánru battle royale vytvořená studiem Heroic Leap Games. Videohra obsahuje několik tříd postav, z nichž každá má jedinečné schopnosti. Jedná se o spin-off střílečky Paladins, který vychází z jejího herního módu Paladins: Battlegrounds. Hra byla zveřejněna na platformě Microsoft Windows prostřednictvím služby Steam ve formě předběžného přístupu v červnu 2018. O dva měsíce později byla vydána také na herní konzole PlayStation 4 a Xbox One. Po několika měsících od vydání se verze hry na PlayStation 4 a Xbox One dočkala otevřené bety.

## Hratelnost
Hra se hraje podobným způsobem, jako jiné videohry žánr battle royale. 100 hráčů seskočí ze vzducholodi a dopadnou na zem, na které se musí pohybovat po neustále se zmenšující bezpečné zóně a sbírat předměty, jako jsou zbraně na souboj a eliminaci nepřátel. Jejich cílem je být posledním žijícím hráčem. V herním módu Squad (družstvo) jsou hráči rozděleni do týmů po čtyřech. Na mapě se tedy nachází 25 týmu, neboli 100 hráčů. S pomocí craftovacího systému lze rozebrat nalezené předměty na materiály, které mohou být použity k vylepšení vybavení nebo schopností na speciálních lokacích na mapě. Nazývají se Forges (kovárny), o které často bojuje mnoho hráčů. Hráči, kteří byli „sraženi k zemi“ ostatními hráči, jsou přeměněni v slepice. Mohou být přeměněni zpět, pokud po určitou dobu přežijí útoky ostatních, během kterých udělají hráči v podobě slepic malé poškození ve formě útoků na blízko. Ve hře se nachází battle pass, do 16. ledna 2019 známý jako Primal Awakening a od druhé sezóny Steel and Shadow, který hráče oceňuje kosmetickými doplňky. Videohra obsahuje čtyři třídy postav, z nichž každá má jedinečné schopnosti, které lze vylepšit zvyšováním úrovně.

## Přijetí

### Před vydáním
Hratelnost a vizuální zpracování videohry Realm Royale připomínají MMORPG World of Warcraft. Alex Avard z časopisu GamesRadar+ přirovnal herní třídy k „počátkům módu PvP ve World of Warcraft, ve všech správných směrech.“ Jordan Forward z PCGamesN popsal Forge (kovárnu) jako klíčový doplněk hry, který je důležitý na začátku a uprostřed Realm Royale.

### Ocenění a nominace
Videohra byla nominovaná v kategorii „Fanoušky oblíbená battle royale hra“ („Fan Favorite Battle Royale Game“) ocenění Gamers' Choice Awards.